# Mákina
Mákina es un neologismo que hace referencia a un sonido o estilo musical electrónico.
En la segunda mitad de los años 1980, en las proximidades de la ciudad de Valencia, España, surge un nuevo sonido a partir de la introducción de estilos musicales electrónicos como el hardcore techno y hard trance, provenientes principalmente de Alemania. Estos estilos se denominaron música máquina, puesto que los sonidos instrumentales como la guitarra eléctrica habían desaparecido prácticamente mientras los sonidos principales eran creados por "máquinas" como sintetizadores, sampleadores y secuenciadores que dotaban a las producciones de sonidos similares a los de cualquier maquinaria. 
Esta concepción original evolucionaría con el paso de los años hasta dar con un sonido propio más cercano al hard trance y al happy hardcore (también conocido como UK Hardcore) en Cataluña, en la segunda mitad de la década de 1990. Es entonces cuando la K acaba sustituyendo definitivamente a la Q del nombre en un intento de darle a esta denominación un toque más radical y diferenciar la máquina barcelonesa del resto de escuelas.
La mákina, como tal, arranca a mediados de la década de 1990 impulsado sobre todo por programas especializados como 'It's Your Time (Toni Peret) o Ponte a TOP (Quique Tejada) y  Lo que más rompe (1993) a nivel local (Barcelona) y más tarde en 1996 por El que més trenca (EQ+T) a nivel de toda Cataluña, dirigido por Oriol Carrió y Dj Piyuli.

## Historia
Se podría decir que históricamente el llamado "bakalao de los 80" en Valencia, pasó a ser mákina con K por una " evolución" en Cataluña. La famosa y mítica sala Disco-Carpa X Què? de Palafrugell, donde se pinchaba hardtrance y funky llegaron nuevos sonidos y nuevas mezclas junto con un DJ llamado "David" DJ Pastis y David "Buenri" en 1995. En Cataluña este género musical fue auspiciado a finales de los ochenta por la mezcla simultánea de diferentes estilos con la finalidad de crear un tercero. Este género está directamente derivado de la labor de los DJ, que de esta manera conseguían "dancear" temas pop carentes de los "beats" característicos de las pistas de baile. La escuela catalana tuvo su sede histórica y mesiánica en la sala Psicódromo (28-09-1989 a 02-05-1992) de Barcelona. Sus DJ´s residentes Nando Dixkontrol y Dj Pepebilly y Dr. Llauna han afirmado en varias ocasiones haberse inspirado en las sesiones con las que Fran Lenaers deleitaba a su público en Spook Factory y causaba furor a lo largo y ancho de la Ruta Destroy durante la segunda mitad de los ochenta. La diferencia entre la escuela barcelonesa y las demás estriba en la utilización indistinta de temas mezclados a dos y tres platos con la finalidad de conseguir el efecto sorpresa. Se caracteriza también porque "dispara" el tema mezclable sobre una base o viceversa. Este sistema es arriesgado técnicamente. 
La música máquina se convirtió en un icono representativo de varias generaciones de jóvenes barceloneses que extendieron su filosofía festiva por toda Cataluña, donde florecieron nuevos locales como Barçalles, Verdi, By Pass, Chasis, Nivel 2, Anonim, La sala del cel, La Festa, Disco 8, El Gat, Level, Megatrón, Concor, Area, RK-3, Nau B-3, Qu4ttro, Nuclear Station, Scorpia, Gran Velvet o Pont Aeri. La orden de cierre de los "afters" catalanes que promulgó de forma unilateral la Generalidad de Cataluña, obligó al cierre de estas salas el 31 de julio de 1994, acabando así con la era dorada de la música mákina en Cataluña. No obstante, este cierre propició la expansión y sobredimensión del género, que siguió permaneciendo y evolucionando en las sesiones nocturnas hasta nuestros días. 
La mákina nació lógicamente con influencias de otros estilos, pero se desmarcó de éstos claramente creando un sonido propio. Los primeros temas mákina no diferían demasiado de los del resto de escuelas, de hecho bien podrían seguir considerándose máquina, y se basaban en ritmos technoides y variedad de secuencias, "loops" y "samples" pero durante la segunda mitad de los noventa surgió una nueva corriente más melódica y subida de BPM's. Entonces los temas mákina fueron desde las melodías más alegres hasta las bases más frenéticas. En las sesiones mákina se veía reflejada esta variedad y en la mayoría de ocasiones encontrábamos sesiones a tres o cuatro platos a altísimos BPM's que rara vez dejaban una canción sola.
Se pueden diferenciar las diferentes épocas de la mákina, como la etapa inicial (1995-1998), la explosión comercial (1999-2001) y la evolución (a partir de 2002).
Podemos añadir y afirmar que la makina, o "zapatilla",  fue impulsada a nivel comercial por dos djs locutores Oriol carrio y Djpiyuli que desde el 96 hasta el 2001 estuvieron dando apoyo a este estilo desde su programa de radio EL QUE MÉS TRENCA (EQ+T) en radio Flaix FM y 40 principales siendo líderes de audiencia más de 10 EGM consecutivos, siendo pioneros en organizar eventos multitudinarios, recogiendo desde 17mil personas en su primer aniversario celebrado en el Palau Olimpic de la Vall d'Hebron en el año 98, hasta 29mil personas en el Palau Sant Jordi de Barcelona en el año 99 y 2000.

### Etapa inicial
En la etapa inicial los temas se caracterizaban por tener al principio algunas secuencias ácidas y porque las melodías estaban compuestas por notas cortas y espaciadas. Uno de los sonidos característicos de esta época fue el "pizzicato". Las "subidas" eran cortas, solían ser también de dos tiempos, aunque algunos temas ya incluían los famosos "subidones" de ocho tiempos, y la melodía llegaba a "petar" 3 y en algunas ocasiones hasta 4 veces durante el mismo tema. Las melodías solían estar acompañadas por notas de piano y raramente superaban los dos tiempos (un tiempo = 32 "beats"). 
Durante esta época fueron claves productores y djs como Julio Posadas, DJ Konik, Pedro Miras y Alberto Tapia, DJ Richard & Johnny Bass, Julio Navas y David Amo bajo distintos pseudónimos como EX-3 / Dsigual / Analogic / DJ Silverado, DJ Frank, DJ Ghonsso, DJ Skryker o Gerard Requena. En 1997 desaparecen definitivamente los ácidos y las "ralladas" toman protagonismo y en 1998 las notas cortas y espaciadas se tornan alargadas y continuadas, dando lugar a la explosión comercial. 
El género de música electrónica más melódica, generalmente de DJs de Europa y Estados Unidos, era conocido como pastelito en la jerga juvenil de la época. Gerard Requena fue el principal productor durante estos años creando temas que producían tanto euforia como melancolía. DJ Ruboy comenzó a producir en solitario produciendo temas con idéntica estructuración y con secuencias enteras copiadas de temas gabber de la primera mitad de los noventa, aunque esto era algo que ya hacía Gerard Requena.

### Explosión comercial 1996-2002
Dj Ruboy en 1999 este por entonces joven productor creó el tema que cambió para siempre el concepto de la música mákina, el Flying Free. Este tema incluido en Pont Aeri vol. 4, cantado con una letra y melodía pegadizas. Carente de grandes "ralladas" y "subidones", fue un tema enfocado desde el prisma más comercial, producido para agradar al gran público. El tema tuvo un éxito sobresaliente, incluso más del esperado, y fue bailado hasta la saciedad ya no solo en las salas "makineras", sino en las pistas más "pachangueras".
En el año 2000 Pont Aeri quiso ir más allá y abrió sus puertas en Manresa en la antigua Central Manresa (Grupo Scorpia), tuvo que cerrar antes de cumplir un año en el 2001 por incidentes en los trenes de cercanías y percances con el ayuntamiento. Pont Aeri volvió a Tarrasa para después abrir en Vallgorguina, manteniendo la sala de Tarrasa para los viernes noche. Podemos decir que este momento la Mákina se dividió en 3 subcategorías gracias a las 3 salas más conocidas de Cataluña. La Discoteca Chasis se decantó más por lo que ellos bautizaron Technomakina, más tirando al techno, como su nombre indica. La discoteca Xque se decantó más por una Mákina más con toques hardtranceros y por último la discoteca Pont Aeri se decantó más por un estilo makinero más hardcoremakina el cual actualmente aún perdura.
Merece la pena mencionar una discoteca que existió desde 1996 hasta el año 2001: La Festa. Sus DJ's, Jordy Beat y Dany Kaos, marcaron un estilo propio y junto al gerente de sala Pep Soler, consiguieron crear un ambiente peculiar y muy liberal que hacía años no se respiraba en Cataluña. De hecho, La Festa fue el último gran desmadre makinero con la esencia de los años 90.

### Nuevo giro 2003-2005
El año 2003 supuso para la música mákina la entrada en un periodo de mucha divergencia y confusión entre el público makinero. Se formaron muchísimas expectativas en torno a la creación de dos sellos discográficos, Ruboy Records (capitaneado por DJ Ruboy) y Xque Records (encabezado por César Benito y Buenri). 
Paralelamente, Gerard Requena creó un subsello en Sadden Music a finales de ese año llamado Speedsadd, mediante el cual siguió apostando por la vertiente más tradicional del sonido mákina.
El cierre de Chasis calle Newton fue una fecha especial, pero ya había sufrido un cambio muy considerable, la marcha de Ricardo F. de calle Newton supuso un duro golpe. Reabrió en un pequeño local de Argentona con Dani Fiesta relevando al carismático Ricardo F. en la residencia. El proyecto fracasó y Juan Cruz utilizó la marca para unirla a la suya, dando lugar a la discoteca Decibelia vs. Chasis, que duró 4 años con los DJ's Dany BPM , Joan Creus, Fran Bit y el mismo Juan Cruz, hasta que el ayuntamiento obligó a clausurarla debido a los incidentes que ocurrían a la salida 
Scorpia cerró en el 2003. Kontrol Mataró, al mando de dj Skryker hizo su aparición en el 2003, ocupando el local que durante años había albergado Chasis (anteriormente Megatron), apostando exclusivamente por la Mákina y el hardcore.
En el 2003 hizo también aparición el breve Pont Aeri Maremagnum con Dany BPM y Xavi Metralla.
Después de intentar con notable éxito una evolución del estilo, DJ Ruboy decidió volver a la mákina tradicional en 2005 aportando nuevas ideas. Desde entonces ha sacado al mercado varias referencias, además de algunos remixes de clásicos mákina, que se ajustan más al sonido que se dejó de producir en 2001.
Pont Aeri Terrassa abrió por última vez en julio del 2004, después sus residentes se centraron exclusivamente en Pont Aeri Vallgorguina.
Los Decibelias se siguieron haciendo como aniversario al mítico programa de radio de Juan Cruz, el séptimo fue en el (2004) y el octavo en el (2005), ambos se hicieron en el palau del Vall d'Hebron.
Uno de los temas más recordados de la música makina en este nuevo giro es la versión que produjo Dj X-centrik o David Xcentrik en el año 2005, llamado Other Side, cantado por la cantante Marian Dacal cantante del tema de Pont Aeri Flying Free entre muchos otros, el Other Side fue el tema más vendido de música makina en el año 2006, este tema salió a la venda por el sello Bit Music y vendió más de 5000 copias en disco de vinilo y salió en más de 20 recopilatorios en formato CD como por ejemplo MAKINA HITS 2006, KONTROL "LA FIESTA CONTINUA", GOLDEN REMIXES VOL.2, 10.000 % MAKINA entre muchos otros. También estuvo nominado a mejor tema makina en los premios DjOners de la revista Dj1 en el año 2007, fue pinchado por grandes discjockeys como por ejemplo Pastis & Buenri discjockeys residentes de la discoteca X-que? de Calella de Palafrugell y Activa Mataró, Dj Skudero & Xavi Metralla y Dj Sisu & Sonic residentes de la discoteca Pont Aeri, Dj Skryker residente de la Macro-discoteca Kontrol de Mataró, Al-fredo & Javi Traker disckjockeys residentes de la sala Desk en Hospitalet de Llobregat, entre muchos otros grandes dickjockeys del panorama makina, un temazo a destacar sin duda alguna.
Años de cierres que no se notaron demasiado en la disco-karpa Xque, que alejada de Barcelona y situada en el tranquilo pueblo de Palafrugell, vivió durante estos años su tercera época dorada (1994-1999),(1999-2001), (2002-2005), ya que aparte de la gran repercusión musical de la sala y sus djs residentes, se reunía una importante variedad de gente, algo no tan habitual en una discoteca mákina por esos años, esa gente con la mente algo más abierta, liberal y sobre todo dispuesta al buen rollo, hacía especial el ambiente, que imperó en la sala hasta mediados de 2005.

### Decadencia 2006-2007
El 2006 y 2007 se presentaron difíciles debido a que cerraban dos marcas tan importantes como fueron Xque y Kontrol Mataró.
En 2006 Kontrol Mataró echó la persiana para volver a reabrir en 2007. Aunque el futuro de la discoteca se presentaba bastante incierto puesto que el ayuntamiento de la localidad donde iba a abrir su propio local, Selva del Camp, no les había dado permiso para abrir pese a tener la sala preparada. Finalmente Kontrol volvió a abrir sus puertas en una sala de El Prat de Llobregat que tuvo que cerrar al poco tiempo de su inauguración por desacuerdos con el propietario del local.
Chasis reabrió ofreciendo cada sábado sesiones remember bajo el nombre Chasis Classics con Rubén XXL y Xavi BCN como residentes y Ricardo F. y Julio Posadas como invitados especiales, los viernes noche con Joan Creus, Dj Nau y Xavi BCN y sábados tarde sesiones de chasis light, ofreciendo así tres sesiones a la semana 100% makina. 
Otro cierre sonado fue el de la disco-carpa Xque. Problemas con el ayuntamiento y causas que todavía no han salido a la luz provocaron que la sala de Calella de Palafrugell cerrara sus puertas definitivamente. La marca Xque permaneció inactiva hasta 2010, cuando se decide reabrir la marca en Olot apostando por las nuevas generaciones y formando equipo con Sepi & Bull y Joan Creus & Fran Bit, donde más tarde se sumaría Dj Pastis con su retorno a la marca. Aun así Pastis & Buenri comenzaron una nueva etapa en la nueva discoteca Activa de Mataró, donde los incondicionales pudieron disfrutar de las sesiones de esta pareja hasta finales del 2010, cuando Activa cierra sus puertas de la sala de Mataró y se limita a ofrecer una sesión mensual en una sala situada en la Zona Hermética de Sabadell. A partir de este momento la pareja de DJ' se divide, tomando cada uno caminos diferentes. Pastis decide volver al Xque y Buenri opta por buscarse la vida en solitario; es el fin de una pareja mítica.

### Año 2011- Nuevo nacimiento
En esa época ninguna sala dedicaba el 100% de su programación a este estilo. Varias salas abren ocasionalmente con sesiones mákina.
También cabe mencionar que varios promotores organizan fiestas (las llamadas "remember") de manera regular.
El cierre de casi todas las salas (Chasis, Pirámide, Orbita, Cube, 8Pussy, Round, Kontrol, la nau, Up6 y Marte...) y la baja afluencia en las pocas que quedan se ve sumado a la crisis discográfica, aunque actualmente, gracias a la apuesta de sellos independientes por esta música, se ha visto una notable mejoría. Han aparecido diversos sellos que apuestan por esta música como EMG Music, creado por EMG; BPRecords; Injection Editions; RLK Music; Hard Rave Party Records; Bacile Records y Makina Revolution, C58 Records . Aparte de los sellos de toda la vida como Nox Records o Alkhemie, Mirakle Records.
En el Reino Unido, existe un estilo bastante similar a la Makina (Uk Hardcore), dotado de grandes productores como Dj Scott Brown (Fundador del prestigioso sello escocés Evolution Records), Dougal & Gammer, Kevin Energy, Re-Con, Hixxy, Styles & Breeze y muchos más...
De los DJ nacionales más destacados en activo, son: Ricardo F., Xavi BCN, Dj Invi, Dj Nau, Sepi & Bull, T-TY & Kulleré, Dj Skudero & Xavi Metralla, Joan Creus, Fran Bit , Xavi BCN, Dj Pastis, Dj Sisu (Luka Caro), Dj Sonic, Javi Boss , Buenri (Dave.it), o Al-fredo & Javi Tracker entre otros.
También hay distintas salas o marcas que continúan apostando por el estilo, como es el caso de Makinarium, con una cabina de dj's residentes formada por Dj Pastis y Dj Invi, haciendo unos carteles apetecibles para el público que queda. La sala Desk va haciendo fiestas puntuales y Pont Aeri sigue con sus fiestas Pont Aeri on Tour, y LOVE MAKINA que ha irrumpido con mucha fuerza desde el año de su creación (2020), una marca creada y gestionada por Joan Creus y Fran Bit.
También, nuevos productores musicales están subiendo con fuerza como T-TY & Kulleré, DJ Nau, DJ X-centrik o David Xcentrik, Anticide, Sepi & Bull, EMG, Danny García (Chipo), DJ SKull DJ Gone, OXx_, Jd-Kid, Dj JAD, Dj Contra, Barcelona Project/Ferran Kaos, Javiolo, Strike & Vid's, Dj Vic, Jordi K-staña, Dj P-lu, Javi Tracker & Al-fredo, Dj Pastrana, Dj Contra & Víctor Ronda